# Liparetrus atomus
Liparetrus atomus är en skalbaggsart som beskrevs av Britton 1959. Liparetrus atomus ingår i släktet Liparetrus och familjen Melolonthidae. Inga underarter finns listade i Catalogue of Life.